# Leitungsverkehr
Der Leitungsverkehr ist im Verkehrswesen ein Transportmittel und eine nicht an Verkehrsmittel gebundene Verkehrsart für den Transport von Gütern oder Nachrichten.

## Allgemeines
Der Leitungsverkehr gehört wie Landverkehr, Wasserverkehr und Luftverkehr zu den Verkehrsarten. Die Transportwege des Leitungsverkehrs bestehen aus Leitungen. Leitungsverkehr „ist die Fortbewegung von Gütern und Nachrichten in Leitungen“. Je nach Transportobjekt und Umgebung müssen die Leitungen von unterschiedlicher Beschaffenheit sein. Das gilt für den Transportweg als Freileitung, Rinne, Unterbodenleitung, Seekabel oder Unterwasser-Pipeline.

## Arten
Leitungen sind entweder Rohrleitungen, die zur Beförderung flüssiger, verflüssigter oder gasförmiger Stoffe dienen (Rohrleitungstransport) oder Kabel für den Transport von nicht-physischen Gütern wie elektrischem Strom oder – als dessen Sonderform – elektromagnetischer Wellen für Nachrichten. 
Als Leitungsarten gibt es:
- materiell dichtende Rohre, die zur Beförderung gasförmiger, flüssiger oder auch fester, jedoch verflüssigter Güter, auch als Mischungen oder Lösungen, dienen;
- elektrisch leitfähige, meist mehrpolige und verschieden isolierte Kabel für den Transport von elektrischer Energie oder/und Information (Telekommunikation);
- elektrische Leiter in besonderer geometrischer Anordnung wie Hohlleiter, Koaxialleitung, Reusenleitung oder Lecher-Leitung für die Leitung hochfrequenter elektrischer Ströme und Felder oder
- Glasfaserkabel und andere Lichtleiter zur Leitung von Licht, interpretierbar als elektromagnetische Welle oder Teilchen, zwecks Übertragung von Energie und/oder Information.

Das System gleichartiger Leitungen wird Leitungsnetz genannt und besitzt im Rahmen der Verkehrsinfrastruktur gleiche Funktionen als Verkehrsnetz wie das Straßen-, Schienen-, Wasserstraßen- oder Luftstraßennetz. Nur Fernleitungen (Telefonleitungen, Hochspannungsleitungen oder Pipelines) werden als Verkehrsmittel im eigentlichen Sinne angesehen. Je nach Leitungsart gibt es Leitungen im Landverkehr (Kanalisation, Stromleitungen, Oberleitungen), Wasserverkehr (Seekabel, Unterwasser-Pipelines) oder Luftverkehr (Nachrichtenverbindungen).
Die einzelnen Transportmittel können zu Netzwerken zusammengefasst werden:
| Verkehrsart        | Transportmittel                                      | Netzwerk                                                                                              |
| ------------------ | ---------------------------------------------------- | --- |
| Leitungsverkehr    | Rohrleitungen: Rohöl-, Gas-Pipelines; Kabelleitungen | Central Europe Pipeline System Leitungsnetze: Breitbandnetze, Stromnetze, Telefonnetze, Verteilnetze  |
| Nachrichtenverkehr | Funkwellen Kabel                                     | Funknetze: Mobilfunknetze, Infrastruktur-Netzwerke Kabelnetze, Kabelfernsehnetze, Kommunikationsnetze |

Die Leitungen sind durch Leitungsnetze miteinander verbunden. Dabei werden Rohrleitungen für den Transport von Erdöl oder Erdgas (Pipelines), der Transport von Strom in Stromnetzen oder Erdgas in Gasnetzen sowie als Rohrpost jeweils zu Systemen miteinander verbunden. Zur Verkehrsinfrastruktur gehören im Leitungsverkehr außerdem Einspeisenetze, Pumpstationen oder Verteilnetze.

## Besonderheiten
Flüssigkeiten oder Gas müssen durch Pumpen in den Rohren zur Fortbewegung gebracht werden, um eine Ortsveränderung zu vollziehen. Nur elektrischer Strom benötigt keinen Antrieb, weil elektrische Energie die zum Transport notwendige Bewegungsenergie durch die Ausgangsspannung des Stroms selbst in sich trägt.

## Wirtschaftliche Aspekte
Der Leitungsverkehr gehört zur Verkehrsinfrastruktur und hat für die Verteilung von Massengütern wie Abwasser, Erdöl, Erdgas oder Trinkwasser eine Bedeutung. Die durch Leitungen hindurchgeführten Stoffe werden nicht vom Erzeuger verwendet, sondern nutzen Leitungen als Transportwege, um die Stoffe zum Verbraucher zu transportieren. Ein Transport über die herkömmlichen Verkehrswege (Landverkehr, Wasserverkehr oder Luftverkehr) kommt aus technischen und/oder wirtschaftlichen Gründen kaum in Frage.
In Verkehrsstatistiken zählen Rohrfernleitungen (häufig auf Rohöl in Pipelines beschränkt) zu den Verkehrsträgern, die Durchleitung wird in Tonnenkilometern (tkm) gemessen. Die Anteile einzelner Verkehrsträger an der gesamten Verkehrsleistung im Gütertransport ergeben sich aus folgender Tabelle:
| Verkehrsträger        | 2019 (in Mio. t)                     | 2020 (in Mio. t)                     | 2020 (in %) |
| --------------------- | ------------------------------------ | ------------------------------------ | ----------- |
| Straßengüterverkehr   | 3.208,2                              | 3.119,6                              | 78,2        |
| Frachtschiffverkehr   | 495,3; davon Seefrachtverkehr: 290,2 | 461,2; davon Seefrachtverkehr: 273,2 | 11,6        |
| Schienengüterverkehr  | 340,6                                | 320,1                                | 8,0         |
| Rohrleitungen (Rohöl) | 85,1                                 | 81,7                                 | 2,0         |
| Luftfrachtverkehr     | 4,8                                  | 4,6                                  | 0,2         |

Die internationale Verkehrsleistung in ausgesuchten Staaten zeigt folgendes Bild:
| Land                    | Rohrfernleitungen 2017 (in Mrd. tkm) | Anteil an EU (in %) |
| ----------------------- | ------------------------------------ | ------------------- |
| Europäische Union 27/28 | 114,0                                | 100,0               |
| Deutschland             | 18,2                                 | 15,9                |
| Frankreich              | 11,2                                 | 9,8                 |
| Italien                 | 10,3                                 | 9,0                 |
| Österreich              | 8,4                                  | 7,4                 |
| Spanien                 | 9,7                                  | 8,5                 |
| Vereinigtes Königreich  | 10,0                                 | 8,8                 |

Deutschland weist bei Rohrfernleitungen die höchste Verkehrsleistung auf, gefolgt von Frankreich und Italien.